# كاثرين نيوتن
كاثرين لوف نيوتن (بالإنجليزية: Kathryn Love Newton)‏ (8 فبراير 1997) هي ممثلة أميركية، أشتهرت من خلال دورها في فيلم نشاط خارق 4 والذي صدر في العام 2012، الذي حققت بفضله في العام 2013 جائزة أفضل ممثل شاب رائد في فيلم روائي طويل.

## حياتها الفنية
كاثرين نيوتن بدأت حياتها الفنية في سن الرابعة، أول أعمالها كان All My Children على المسرح التلفزيوني الأوبرا الصابونية، شاركت كذلك في Colby Marian Chandler من 2001 إلى 2004، وفي الوقت نفسه عملت أيضا دور البطولة في فيلمين قصيرين، Abbie Down East (2002) و Bun-Bun (2003)
وفي عام 2008 تلقت نيوتن طلباً من لويز بروكس للعمل في إذاعة سي بي إس، عملت أيضاً جنبا إلى جنب مع جاي موهر، بولا مارشال، كيغان مايكل، وآخرين،
في عام 2010 فازت نيوتن باثنين من جوائز الفنانون الشبان وهي «أفضل أداء في مسلسل تلفزيوني كوميدي» و «أفضل أداء في مسلسل تلفزيوني (كوميدي ودراما)»، لعبت نيوتن مؤخرا دور (روبين) في فيلم معلم سيئ والذي صدر في العام 2011، مع الممثلة كاميرون دياز، كما أخذت دور البطولة باسم اليكس في الموسم الرابع من فيلم الرعب نشاط خارق 4 للعام 2012

## الأعمال

### أفلام
- معلمة سيئة (2011)
- نشاط خارق 4 (2012)
- ليدي بيرد (2017)
- ثلاث لوحات خارج إيبينغ، ميزوري (2017)
- محاصرون (2018)
- بوكيمون: المحقق بيكاتشو (2019)
- فظيع (2020)
- خريطة الأشياء الصغيرة المثالية (2021)
- الرجل النملة والدبورة: كوانتمانيا (2023)

## وصلات خارجية
- كاثرين نيوتن على موقع IMDb (الإنجليزية)
- كاثرين نيوتن على موقع ميتاكريتيك (الإنجليزية)
- كاثرين نيوتن على موقع روتن توميتوز (الإنجليزية)
- كاثرين نيوتن على موقع قاعدة بيانات الأفلام العربية
- كاثرين نيوتن على موقع ألو سيني (الفرنسية)
- كاثرين نيوتن على موقع تيرنر كلاسيك موفيز (الإنجليزية)
- كاثرين نيوتن على موقع أول موفي (الإنجليزية)
- كاثرين نيوتن على موقع بوكس أوفيس موجو (الإنجليزية)
- كاثرين نيوتن على موقع قاعدة بيانات الأفلام السويدية (السويدية)
- كاثرين نيوتن على موقع قاعدة بيانات الفيلم (الإنجليزية)